# 코붙임
코붙임은 두 점 이상 늘어선 돌의 코 앞에 붙이는 수로, 붙임수의 일종이다.